# Högestad

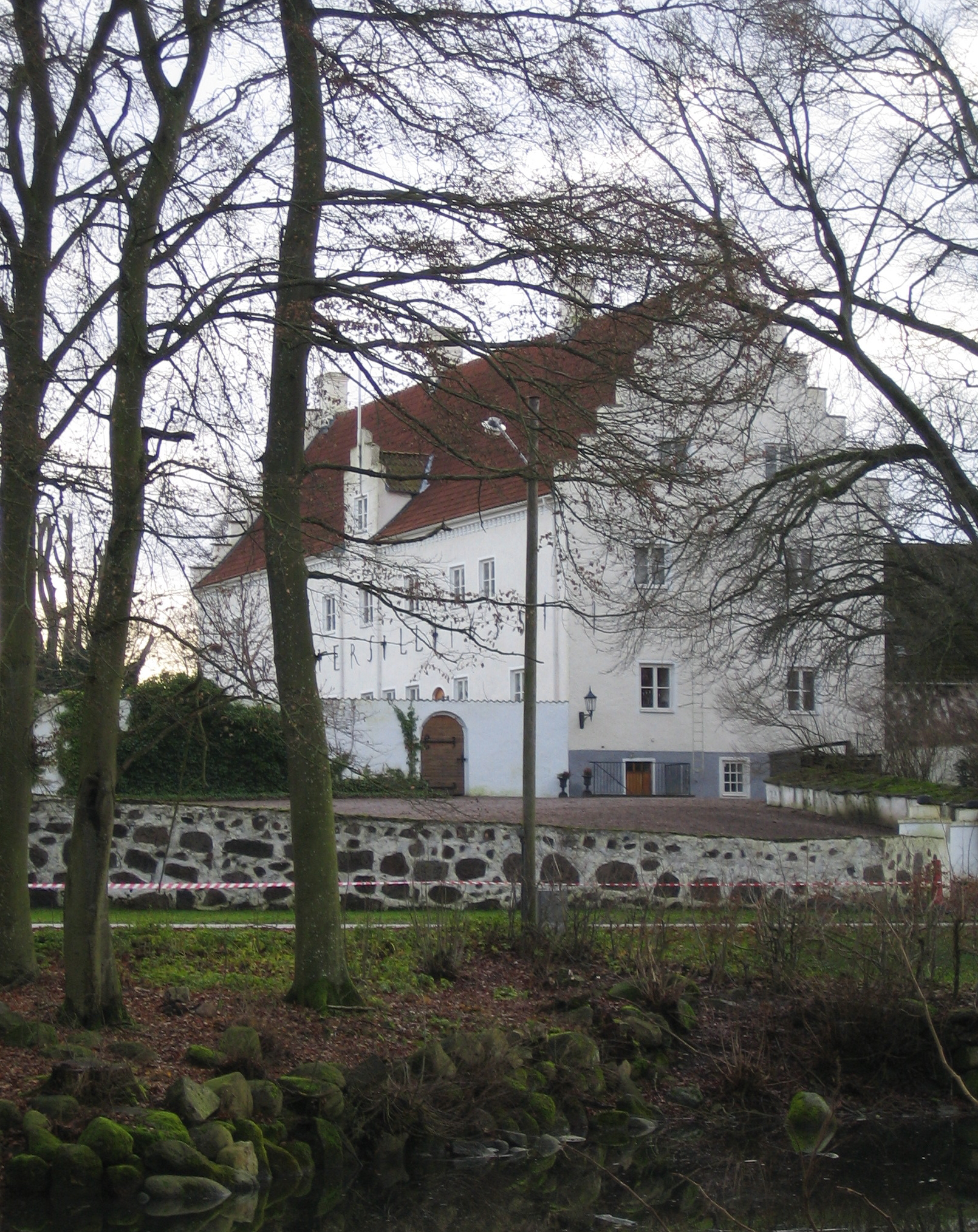
Högestad.

Högestad é um castelo da Suécia.